# Agnieszka Machówna
Agnieszka Machówna (ur. ok. 1648 w Kolbuszowej, zm. 12 lipca 1681 w Lublinie) – polska oszustka i bigamistka pochodzenia chłopskiego, podająca się za potomkinię magnackiego rodu Zborowskich.

## Wczesne lata
Agnieszka Machówna urodziła się około 1648 roku we wsi Kolbuszowa. Jej ojciec był doboszem, a matka chłopką. Prawdopodobnie Agnieszka na chrzcie otrzymała imię Jadwiga. Początkowo dziewczyna znajdowała się pod opieką matki, która pracowała na dworze Lubomirskich. Agnieszka nauczyła się tam pisać i czytać, podglądając lekcje dla dzieci szlachty. Matka Agnieszki zmarła, a dziewczyną zajęły się jej ciotki, u których Agnieszka pasła gęsi.

## Pierwsze małżeństwo i wyjazd do Krakowa
Agnieszka Machówna zdobyła sympatię na dworze i dzięki pomocy księżnej Heleny Tekli Lubomirskiej wzięła ślub z Bartoszem Zatorskim. Po pewnym czasie żona Zatorskiego postanowiła wyjechać do Krakowa, gdzie, używając fałszywego nazwiska, stała się bardzo popularna. Agnieszka otrzymywała wiele drogich prezentów od szlachciców. Następnie kobieta powróciła do Kolbuszowej. Zatorski wybaczył żonie zdrady, których dokonała w Krakowie.

## Pobyt w Warszawie
Około 1670 roku Agnieszka Machówna wyjechała do Warszawy. Kobieta sfałszowała dokumenty i pod zmyślonym nazwiskiem zamieszkała w Warszawie. Podała się za Aleksandrę Zborowską, córkę Marcina Zborowskiego. Agnieszka wykorzystała fakt, że ród Zborowskich był prawie wymarły, więc nikt nie mógł podważyć jej historii. Według Agnieszki miała ona ukrywać się w dzieciństwie w chłopskiej chacie przed wrogimi wojskami oraz mieszkać na wielu dworach. Kobieta w Warszawie wynajęła mieszkanie i poruszała się w asyście służącej. Agnieszką zainteresował się przebywający na dworze Eleonory Habsburżanki (żony króla Michała Korybuta Wiśniowieckiego) austriacki oficer Kollati. Para wzięła ślub mimo faktu, że Agnieszka była żoną Bartosza Zatorskiego.

## Pobyt w Wiedniu
Agnieszka ze swoim drugim mężem wyjechała do Wiednia. Po pewnym czasie para pokłóciła się, ponieważ Agnieszka zdradzała swojego męża. Kollati dowiedział się, że Agnieszka nie jest Aleksandrą Zborowską i rozstał się z nią. Agnieszka poszła na skargę do cesarza Leopolda. Kobieta twierdziła, że jej mąż porwał ją z klasztoru i roztrwonił jej posag. Cesarz Leopold nakazał wypłacić Agnieszce odszkodowanie. Za otrzymane pieniądze kobieta wyjechała do Włoch. Po powrocie do Wiednia Agnieszka spotkała szesnastoletniego Stanisława Rupniewskiego, który był kasztelanicem sądeckim i bogatym szlachcicem. Para wzięła ślub i wyjechała do Paryża. Agnieszka zaszła w ciążę. Niespodziewanie Rupniewski zmarł, a Agnieszka wróciła do Polski.

## Powrót do Polski
Agnieszka, która miała ze swoim trzecim mężem dziecko (syna Adama Krzysztofa), po powrocie do Polski postanowiła przejąć majątek zmarłego kasztelanica. O majątek zaczęła starać się również siostra Stanisława Rupniewskiego Anna z Rupniewskich Szembekowa (żona Franciszka Szembeka). Siostra zmarłego męża Agnieszki dowiedziała się, że kobieta sfałszowała swoje pochodzenie. Anna złożyła pozew do Trybunału Lubelskiego. Oskarżyła Agnieszkę o chłopskie pochodzenie oraz próbowała dowieść, że małżeństwo z Rupniewskim było nieważne, ponieważ Kollati nadal jest mężem Agnieszki. Agnieszka uciekła do klasztoru, gdzie wzięła czwarty ślub ze starostą Kazimierzem Domaszewskim. Kobieta znalazła boczną linię rodziny Zborowskich. Zubożała szlachta została przekupiona przez Agnieszkę i uznała ją za część rodziny. Anna Szembekowa odnalazła pierwszego męża Agnieszki i przekupiła go, aby oskarżył kobietę o bigamię. Dodatkowo Annę poparł czwarty mąż Agnieszki, który prawdopodobnie również został przez nią przekupiony. Agnieszka podczas procesu odpierała zarzuty Anny. Agnieszka w swojej metryce urodzenia na fałszywe nazwisko wpisała jako datę narodzin 1651 rok. Anna dotarła do drugiej żony Marcina Zborowskiego, która podczas procesu zeznała, że nie jest matką Agnieszki. Okazało się, że Marcin Zborowski zmarł w 1649 roku, czyli 2 lata przed rzekomymi narodzinami Agnieszki, więc kobieta nie mogła być jego córką.

## Śmierć
Agnieszka Machówna została uznana za winną fałszerstwa, zagarnięcia majątku, cudzołóstwa i krzywoprzysięstwa. Została skazana na szarpanie piersi szczypcami i ścięcie. Prawdopodobnie pierwszą część wyroku darowano. Podobno zachwycony urodą Agnieszki kat obciął jej głowę dopiero za trzecim razem. Wyrok wykonano na lubelskim rynku 12 lipca 1681 roku.

## Upamiętnienie
Utwory literackie poświęcili Machównie współcześni jej barokowi poeci Jan Gawiński ("Mowa ostatnia umierającej przez miecz Jadwigi z Kolbuszowa, w Lublinie dekretem trybunalskim Anno 1681 pokonanej") i Wespazjan Kochowski ("Epitaphium inscriptum M.D. Domaszewska").
Agnieszka Machówna jest również bohaterką powieści "Nierządnicy żywot atłasowy" Jana Ziółkowskiego i opowiadania "Uroki chłopskiej Wenus" Krystyny Kolińskiej.
Jest także jedną z bohaterek książki prof. Zbigniewa Kuchowicza "Żywoty niepospolitych kobiet polskiego baroku" (wyd. Towarzystwo Krzewienia Kultury Świeckiej, 1989) oraz rozprawy prof. Dariusza Chemperka "Z chłopki księżna. Historia wielkiej mistyfikacji z XVII wieku" (wyd. UMSC, 2000).